# Nephropinae
Sous-famille
Les Nephropinae  sont une sous-famille de crustacés décapodes qui a été créée par James Dwight Dana (1813-1895) en 1852. Cette sous-famille est considérée comme non valide et remplacée par la famille des Nephropidae.

## Liste des genres
Selon World Register of Marine Species (2 janvier 2025), la famille des Nephropidae comprend les genres suivants :
- Acanthacaris Spence Bate, 1888
- Dinochelus Ahyong, Chan & Bouchet, 2010
- Eunephrops Smith, 1885 - langoustines
- Homarinus Kornfield, Williams & Steneck, 1995 - homard du Cap
- Homarus Weber, 1795 - homards
- Metanephrops Jenkins, 1972 - langoustines
- Nephropides Manning, 1969
- Nephrops Leach, 1814 - langoustines
- Nephropsis Wood-Mason, 1872
- Thaumastocheles Wood-Mason, 1874
- Thaumastochelopsis Bruce, 1989
- Thymopides Burukovsky & Averin, 1977 - langoustines
- Thymops Holthuis, 1974